# Anzac Highway
Der Anzac Highway ist eine Hauptverkehrsstraße im Südwesten der Stadt Adelaide im Zentrum des australischen Bundesstaates South Australia. Er verbindet den an der Küste gelegenen Vorort Glenelg mit dem Stadtzentrum.
Die früher als Bay Road bekannte Straße wurde zu Ehren des Australian and New Zealand Army Corps (ANZAC), das im Ersten Weltkrieg in Europa gekämpft hatte, benannt. Zunächst hieß die Straße Adelaide Road, da es die Straßenverbindung vom ersten Anlandeplatz des Gouverneurs zur vorgeschlagenen Stelle der zu gründenden Hauptstadt Adelaide war.
Auf dem Highway fahren die Buslinien 262, 263 und 265 im 15-Minuten-Takt.

## Kreuzung mit der South Road

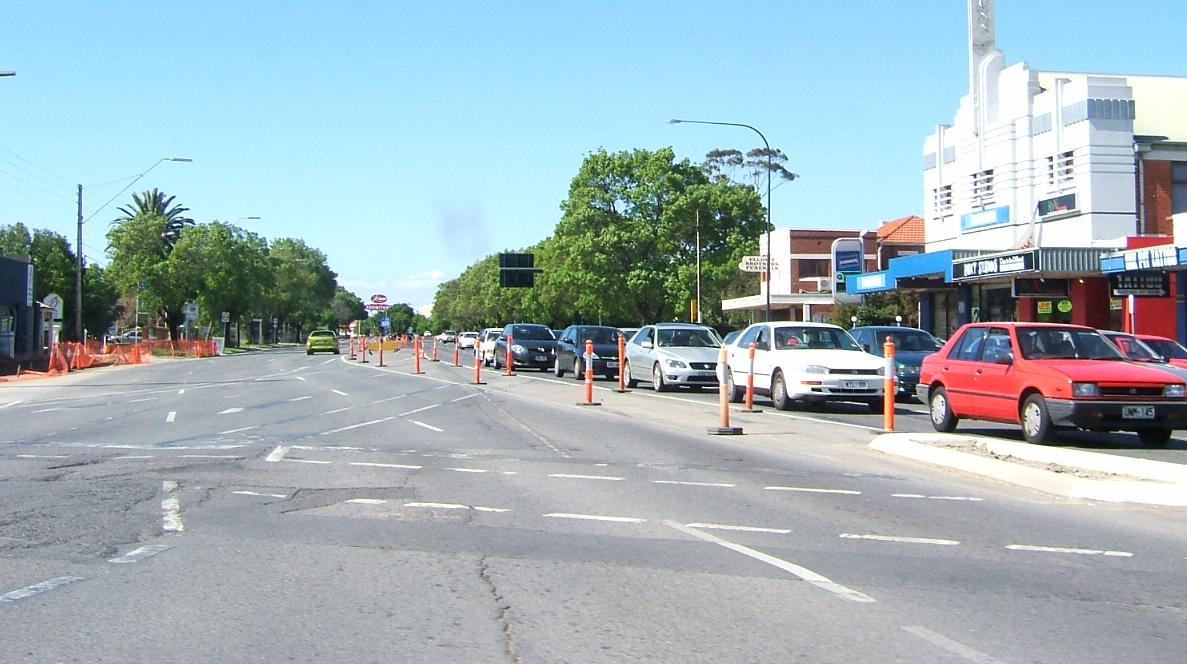
Blick Richtung Innenstadt an der Kreuzung mit der South Road im Jahre 2008. Die Kreuzung wurde zwischenzeitlich durch eine Unterführung ersetzt.

Der Kreuzung mit der South Road (A13) wurde im Rahmen einer Initiative der Staatsregierung zum Umbau der South Road in eine kreuzungsfreie Nord-Süd-Verbindung grundlegend umgestaltet.
Die South Road wurde unter dem Anzac Highway hindurchgeführt und mit Ein- und Ausfahrten an den Anzac Highway angeschlossen. Der Bau begann im Oktober 2007, im März 2009 war die Unterführung fertig und Ende 2009 waren die Arbeiten abgeschlossen.
Passend zum Namen „Anzac Highway“ wurde die Unterführung Gallipoli Underpass genannt und an allen Ein- und Ausfahrten wurden Erinnerungsstücke an die australischen Soldaten, die im Ersten Weltkrieg kämpften, angebracht.

## Wichtige Kreuzungen
- Beginn der  an der Kreuzung mit der West Terrace  und der Goodwood Road : Adelaide
  -  Richmond Road / Greenhill Road: Keswick
  -  South Road : Everard Park – Richtung Süden zur 
  -  Marion Road : Plympton – Richtung Süden zur 
  -  Cross Road : Camden Park
  -  Morphett Road: Glengowrie
  -  Tapleys Hill Road / Brighton Road : Glenelg
  -  Ende an der Kreuzung mit der Colley Terrace / Chappell Drive: Glenelg
- Ende

## In der Popkultur
Der Anzac Highway wird im Lied One More Boring Thursday Night in Adelaide der Band Redgum in ihrem Album If You Don’t Fight You Lose von 1978 erwähnt.